# Starpath
Starpath war der Name eines US-amerikanischen Computerunternehmens, das ursprünglich im Juni 1981 von Alan Bayley, Robert Brown und Craig Nelson unter dem Namen Arcadia Corporation gegründet wurde. Kurz nach der Gründung musste das Unternehmen jedoch aus lizenzrechtlichen Gründen seinen Namen in Starpath ändern.
Starpath war bekannt für die Entwicklung und Vermarktung des Starpath Supercharger im Jahre 1982. Dies war eine Erweiterung des Atari-2600-Videospiel-Systems. Der Supercharger, der als Steckmodul in den Atari 2600 gesteckt wurde, erweiterte den Speicher, sodass komplexere Spiele mit umfangreicheren Grafiken auf der Spielkonsole gespielt werden konnten. Die entsprechenden Spiele wurden ebenfalls von Starpath entwickelt.
Diese Erweiterung konnte sich bei den Kunden jedoch nicht ausreichend durchsetzen, sodass der Supercharger nicht weiterentwickelt wurde und Starpath sich 1983 mit der Firma Epyx zusammenschloss.